# Point d’appui Richepance
La position fortifiée Vemont-Stellung, rebaptisée point d’appui Richepanse après 1919, est un ouvrage militaire situé près de Metz en Moselle. Il fait partie de la seconde ceinture fortifiée des forts de Metz et connut son baptême du feu, fin 1944, lors de la bataille de Metz.

## Contexte historique
Pendant l’Annexion, Metz, dont la garnison allemande oscille entre 15 000 et 20 000 hommes au début de la période et dépasse 25 000 hommes avant la Première Guerre mondiale, devient progressivement la première place forte du Reich allemand. À partir de 1905, pas moins de onze ouvrages secondaires virent le jour pour renforcer le rideau défensif au nord-ouest de Metz. L’ouvrage Sainte-Anne, l’ouvrage du Wolfsberg (Kellermann), ainsi que les ouvrages de Moscou, Leipzig et Saint-Vincent sont construits entre les groupes fortifiés Lothringen et Kaiserin. Devant la Feste Lothringen, plusieurs autres ouvrages d’infanterie sont construits, l’ouvrage de Fèves, d’Horimont I, II, III (Canrobert), d’Amanvillers et de Vémont (Richepance). Tous ces ouvrages comportent des casemates d’infanterie, et sont entourés de fossés, et de fils barbelés. Au sud-ouest, où l’on attend l’attaque française, pas moins de sept ouvrages secondaires sont construits entre 1912 et 1916, entre les Feste Kaiserin et Kronprinz. En 1914, le dispositif défensif de la place forte de Metz comprend 19 forts détachés, 7 ouvrages d'infanterie, 12 points d'appui et 17 ouvrages d'artillerie.

## Construction et aménagements
La position fortifiée Vemont-Stellung a été construite par les Allemands après 1905. Cette position fortifiée secondaire est située entre le groupe fortifié Lorraine, un peu plus au sud, et le point d’appui Canrobert qui s'étire sur un kilomètre au nord. Destinée à renforcer le rideau défensif, au nord-ouest de Metz, c'est une position fortifiée, entourée de fils de fer barbelés, et composée de casemates d’infanterie et de postes de tirs.

## Seconde Guerre mondiale
Si les forts de Metz ont été relativement épargnés durant la Première Guerre mondiale, ils connaîtront leur baptême du feu durant la Seconde Guerre mondiale. 
Le 2 septembre 1944, Metz est déclarée forteresse du Reich par Hitler. La place forte doit donc être défendue jusqu’à la dernière extrémité par les troupes allemandes, dont les chefs ont tous prêté serment au Führer. Le 13 septembre 1944, l'état-major américain déploie ses troupes sur la ligne de front pour concentrer son attaque sur les quatre grands ouvrages fortifiés du secteur ouest de Metz. Au nord du secteur, la fatigue et le stress désorientent les hommes du 2e Infantry Regiment qui sont finalement relevés de ce qu'il nomme maintenant un hell hole, le 14 septembre 1944. Deux régiments renforcés par des compagnies du génie de la 90e Infantry Division prennent la relève dans le secteur nord-ouest de Metz : le 357e Infantry Regiment du Colonel Barth prend position le long du bois de Jaumont, à l'est de Saint-Privat, le 359e Infantry Regiment  Colonel Bacon prend position à l'est de Gravelotte. Le 15 septembre 1944, une attaque est prévue sur le secteur nord-ouest de Metz, sur les ouvrages Canrobert et Kellermann et sur le groupe fortifié Jeanne-d’Arc. L’approche est difficile, les soldats allemands se défendant pied à pied. Les bazookas américains étant sans effet sur les casemates bétonnées, des chars, suivis de sections armées de lance-flammes, se jettent sur les premières lignes allemandes, ne parvenant qu’à les neutraliser, sans les prendre. Le général McLain comprend qu’une attaque directe du secteur nord-ouest serait vouée à l’échec et ordonne à ses troupes de maintenir la pression sur les postes avancés de la 462e division d'infanterie, sans attaquer frontalement les forts Jeanne-d’Arc et Lorraine.
Le 16 septembre 1944, dans un brouillard épais, le général McLain reprend l'attaque sur le secteur nord-ouest. L’attaque de l'ouvrage Canrobert débute à 10h00, mais elle est repoussée deux heures plus tard par les Fahnenjunkern de Siegroth, qui se livrent à un corps à corps sans merci. Les Américains du 357e Infantry Regiment se retirent, laissant 72 soldats sur le terrain. À 17 h, le 1er Bataillon du même régiment est aussi arrêté dans son élan par des tirs artillerie et d'armes légères. Au sud de ce secteur le 2e bataillon perd 15 officiers et 117 hommes sous un feu nourri de mortiers et d'armes automatiques provenant de la lisière boisée, non loin du groupe fortifié Jeanne-d’Arc. À la nuit tombante, le bataillon n’a progressé que de 200 mètres. Voyant que les Américains grignotent peu à peu leurs lignes, l’artillerie allemande redouble ses tirs, réussissant à contenir les deux régiments et faisant craindre à McLain une nouvelle contre-attaque. Devant la pugnacité des troupes d’élite de la 462e Volks-Grenadier-Division, le général McLain, en accord avec le général Walker, décide de suspendre les attaques, en attendant de nouveaux plans de l’état-major de la 90e Infantry Division.
Le lendemain matin, 15 novembre 1944, dans le secteur nord-ouest des forts de Metz, les ouvrages de la ligne Canrobert, dans le bois de Fèves, sont attaqués par la 378e Infantry Regiment du Col. Samuel L. Metcalfe. Dans la brume matinale, après une préparation d'artillerie, le fort Nord de la ligne Canrobert est le premier à tomber vers 11 h, les troupes américaines arrivant dans le bois de Woippy. Durant l'après-midi, les hommes du 1217e Grenadier-Regiment « Richter », formé par le Régiment de sécurité 1010, et ceux du 1515e Grenadier-Regiment « Stössel » de la 462e division d'infanterie font plusieurs tentatives infructueuses pour repousser les Américains derrière la ligne Canrobert. Sous la pression, ils finissent par décrocher, laissant derrière eux de nombreux morts et blessés. Les grenadiers allemands, qui devaient se retirer sur une ligne entre le point d’appui Leipzig et le fort de Plappeville se replient finalement en désordre vers Metz et Woippy.